# Central Garage
Central Garage è un census-designated place (CDP) degli Stati Uniti d'America, situato nello stato della Virginia, nella contea di King William. Secondo il censimento del 2020 gli abitanti di Central Garage ammontavano a 1 810.